# Cerro del Progreso
Cerro del Progreso är en ort i Mexiko.   Den ligger i kommunen Ixhuatlán de Madero och delstaten Veracruz, i den sydöstra delen av landet, 170 km nordost om huvudstaden Mexico City. Cerro del Progreso ligger 673 meter över havet och antalet invånare är 428.
Terrängen runt Cerro del Progreso är huvudsakligen kuperad. Cerro del Progreso ligger uppe på en höjd. Runt Cerro del Progreso är det ganska tätbefolkat, med 52 invånare per kvadratkilometer. Närmaste större samhälle är Huehuetla, 18,9 km söder om Cerro del Progreso. I omgivningarna runt Cerro del Progreso växer i huvudsak städsegrön lövskog.